# Deutsche Bibliothek

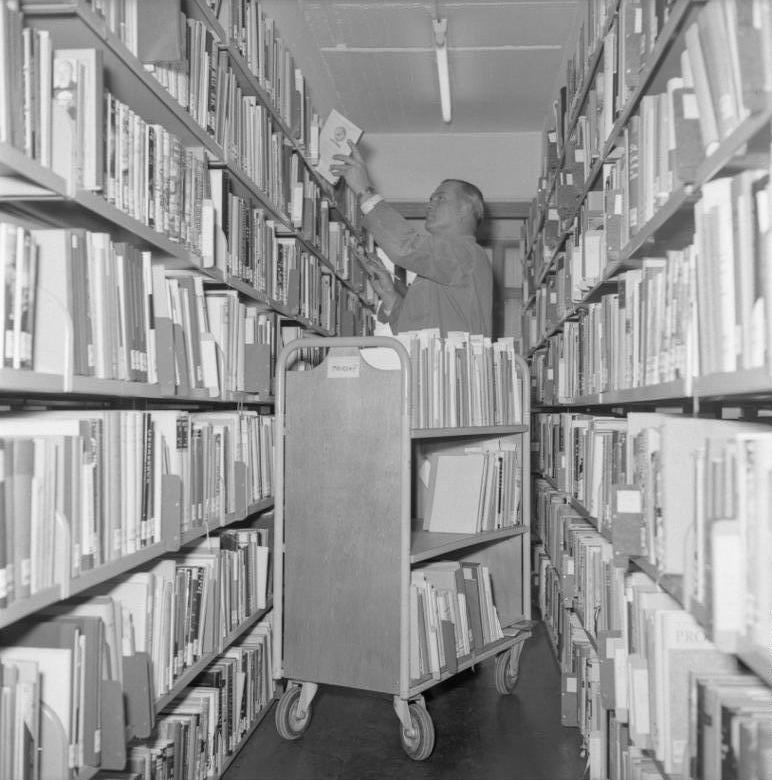
Magazin der Deutschen Bibliothek (1960)

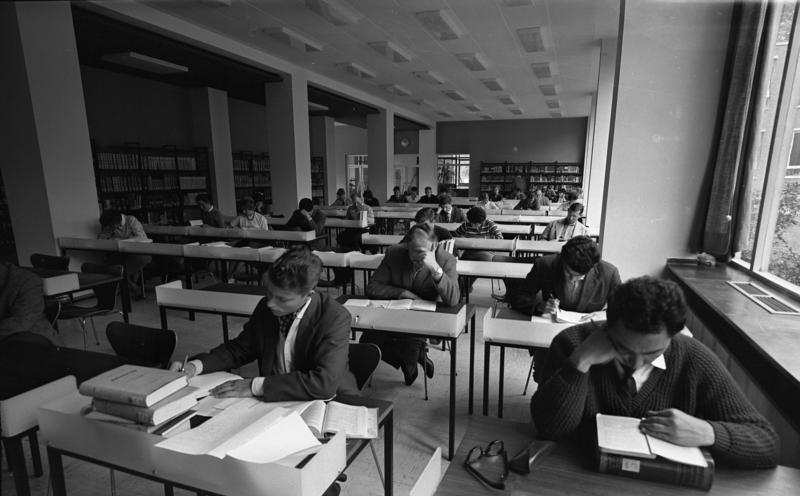
Lesesaal der Deutschen Bibliothek (1960)

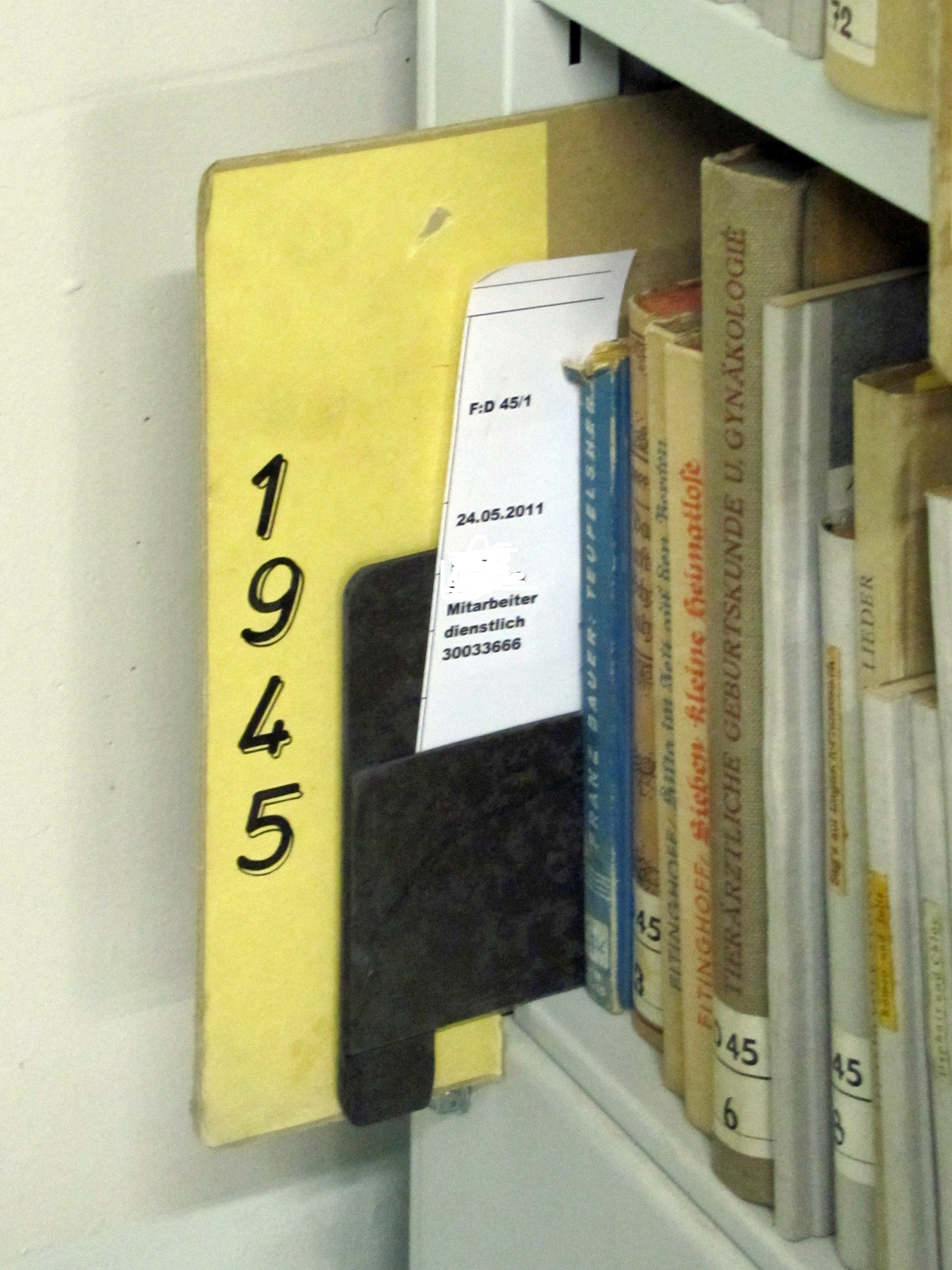
Beginn der Sammlung nach dem Zweiten Weltkrieg im Magazin der Deutschen Nationalbibliothek in Frankfurt am Main

Die Deutsche Bibliothek in Frankfurt am Main (vor allem umgangssprachlich abgekürzt: DB) war eine Vorgängereinrichtung der Deutschen Nationalbibliothek (DNB). Sie war von 1947 bis 1990 das westdeutsche Pendant zu der 1912 gegründeten Deutschen Bücherei in Leipzig mit dem Auftrag, deutsches Schriftgut zu sammeln und die Nationalbibliografie herauszugeben. Nach der Wiedervereinigung Deutschlands wurden 1990 die Deutsche Bibliothek und die Deutsche Bücherei zu einer gemeinsamen Einrichtung unter der Benennung „Die Deutsche Bibliothek“ zusammengefasst. Seit 2006 lautet deren Bezeichnung „Deutsche Nationalbibliothek“; Frankfurt ist einer ihrer zwei (bis 2010 drei) Standorte. Er wird allerdings weiterhin als Deutsche Bibliothek bezeichnet.
Im Jahr 2006 lagerten vom damaligen Gesamtbestand der Deutschen Nationalbibliothek von 22,2 Millionen Einheiten etwa 8,3 Millionen in Frankfurt am Main. Ende des Jahres 2011 waren von insgesamt rund 27 Millionen Medienexemplaren 10 Millionen in Frankfurt archiviert.

## Geschichte
Landesvertreter des Buchhandels in der amerikanischen Besatzungszone setzten sich im Februar 1946 für eine eigene Bibliographie ein, die in Frankfurt parallel zu der der Deutschen Bücherei in Leipzig erstellt werden sollte. Im Mai 1946 forderten westdeutsche Börsenvereinsmitglieder und Verleger zusätzlich eine „Deutsche Bücherei des Westens“ als zweite Sammelstelle. Am 12. September 1946 vereinbarten schließlich die Verleger Georg Kurt Schauer und Vittorio Klostermann sowie der Leiter der Stadt- und Universitätsbibliothek Frankfurt am Main Hanns Wilhelm Eppelsheimer mit einem Vertreter der amerikanischen Militärregierung eine Sammelbibliothek in Frankfurt aufzubauen.:S. 60–61 Die Militärregierung sah die Möglichkeit mit der Bibliothek und ihrer Bibliographie den Publikationsmarkt einfacher beobachten zu können.:S. 62
Die neue Bibliothek erhielt die Bezeichnung Deutsche Bibliothek und nahm am 4. November 1946 in Frankfurt am Main als private Stiftung des Börsenvereins und der Stadt Frankfurt ihre Arbeit auf. Nach dem Ausarbeiten einer Satzung durch Eppelsheimer, Klostermann und den Frankfurter Buchhändler Heinrich Cobet sowie durch einen Vertreter des Magistrats der Stadt Frankfurt wurde die Deutsche Bibliothek am 19. Mai 1947 juristisch eine Einrichtung der Stadt Frankfurt und der Buchhändler-Vereinigung GmbH, eine Tochtergesellschaft des damaligen Börsenvereins deutscher
Verleger und Buchhändlerverbände.:S. 63
Die Stadt Frankfurt am Main hatte die Bibliothek an die Städtische und Universitätsbibliothek unter Leitung von Hanns Wilhelm Eppelsheimer angegliedert. Anfangs war die Bibliothek nur für die amerikanische und britische Zone zuständig und im Rothschildpalais am Untermainkai und seinem Nachbargebäude, dem Manskopfschen Haus, untergebracht. Stichtag für den Sammlungsbeginn war der 8. Mai 1945. Die Räumlichkeiten stellte die Stadt Frankfurt am Main, die Kosten trug der Börsenverein des Deutschen Buchhandels. Im Jahr 1948 plante Eppelsheimer zusammen mit exilierten Schriftstellern, eine Bibliothek der Emigrationsliteratur als Sondersammlung zu gründen. Die ersten Bücher schenkten Emigranten 1950 dem heutigen Deutschen Exilarchiv.
Eine unzureichende Finanzierung, die unter anderem im Herbst 1949 Überlegungen an eine Übergabe an die Universität Köln, dem Gründungssitz der DFG, zur Folge hatte, führte schließlich 1952 zu einer Umwandlung der Deutschen Bibliothek in eine Stiftung des öffentlichen Rechts. Die Stadt Frankfurt und das Land Hessen traten als die Stifter auf, die Bundesrepublik Deutschland, vertreten durch das Bundesinnenministerium, das als einen wesentlichen Auftrag den Schutz der Gesellschaft vor kommunistischen Einflüssen sah, und der Börsenverein als Beiträger.:S. 331 Jeder Träger war 1952 mit 60.000 DM (der Bund mit 65.000 DM) jährlich an der Finanzierung der Bibliothek beteiligt. Im Jahr 1954 waren die Beiträge schon um 71 Prozent höher; der Börsenverein verringerte ab 1956 seine Beiträge.:S. 337 Platzprobleme erforderten schon 1953 die Verteilung der Bestände auf drei Standorte in der Stadt. 1959 zog die Deutsche Bibliothek mit 480.000 Einheiten in einen Neubau in der Zeppelinallee.:S. 494 Kurt Köster wurde neuer Direktor. Die Einweihung des Neubaus fand am 24. April 1959 in Anwesenheit des Bundespräsidenten Theodor Heuss statt. 1961 hatte die Bibliothek 143 Planstellen.
Der Börsenverein schloss von 1963 an alle Mitglieder, die keine Exemplare an die Deutsche Bibliothek ablieferten, aus dem Verein aus. Zusätzlich erfolgte eine kostenlose Belieferung durch die Verlage in der Deutschen Demokratischen Republik. 1965 hatte die Bibliothek eine Million Medieneinheiten. Im Jahr 1969 beschloss der Bundestag das „Gesetz über die Deutsche Bibliothek“, die damit bundesunmittelbare Anstalt des öffentlichen Rechts wurde und der Rechtsaufsicht des Bundesinnenministeriums, das auf Bundesebene für kulturelle Angelegenheiten zuständig war, unterstand. Die Stifter, der Börsenverein des Deutschen Buchhandels, das Land Hessen und die Stadt Frankfurt am Main, hatten sich zurückgezogen; die Bundesrepublik Deutschland wurde somit alleiniger Unterhaltsträger. Die Ablieferungspflicht (Pflichtexemplar) wurde damit gesetzlich festgelegt, das heißt, von jeder in Deutschland erschienenen Veröffentlichung müssen seither zwei Exemplare der Deutschen Bibliothek zur Archivierung i.a. kostenlos übergeben werden. 1970 wurde der Deutschen Bibliothek das Deutsche Musikarchiv in Berlin angegliedert, das die Tätigkeit der 1961 gegründeten Deutschen Musik-Phonothek fortsetzte. Im Jahr 1971 hatte die Deutsche Bibliothek einen Gesamtbestand von rund 1,5 Millionen Bänden und 270 Planstellen. 1976 wurde Günther Pflug neuer Generaldirektor; in seiner Amtszeit wurde 1981 mit 331 Stellen der höchste Personalstand vor der Vereinigung mit der Deutschen Bücherei erreicht.:S. 592 Mitte der 1980er Jahre begann der Aufbau eines Onlinekataloges.:S. 593
Die beiden Bibliotheken in Frankfurt und Leipzig gaben bis 1990 weitgehend identische Nationalbibliografien heraus. Schon 1966 begann die Deutsche Bibliothek unter Leitung des stellvertretenden Generaldirektors Rudolf Blum ihre Bibliografie unter Einsatz der elektronischen Datenverarbeitung der Zentralstelle für maschinelle Dokumentation zu erstellen und konnte so die langen Bearbeitungszeiten, mit einem deutlich kleineren Personalaufwand als die Deutsche Bücherei, enorm verkürzen und vor dem Leipziger Pendant erscheinen.:S. 667
Eine Sammlungsbilanz der Deutschen Bibliothek im Jahr 1988 ergab, dass aufgrund der Grauen Literatur maximal 80 % aller Monographien erfasst wurden. Derselbe Prozentsatz galt für die deutschsprachigen Werke, die in Österreich, der Schweiz und dem restlichen Ausland erschienen. Aus der DDR bezog man die offiziell genehmigte Literatur nahezu vollständig, aber höchstens 60 % der Grauen Literatur.:S. 331
Im Einigungsvertrag wurde 1990 die Zusammenführung der Deutschen Bücherei mit der Deutschen Bibliothek (einschließlich des Deutschen Musikarchivs in Berlin) zur DDB (Die Deutsche Bibliothek) mit Sitz in Frankfurt geregelt. Die Deutsche Bibliothek hatte zu diesem Zeitpunkt zusammen mit dem Musikarchiv 4,5 Millionen Medieneinheiten.
Anfang der 1980er Jahre umfassten die Bestände mehr als drei Millionen Bände, so dass Ausweichmagazine erforderlich wurden. Sieben Jahre nach der Wiedervereinigung und nach fünf Jahren Bauzeit wurde am 14. Mai 1997 in Frankfurt ein neues Bibliotheksgebäude eingeweiht und mit rund 6 Millionen Medieneinheiten bezogen.

## Gebäude

### Neubau 1959

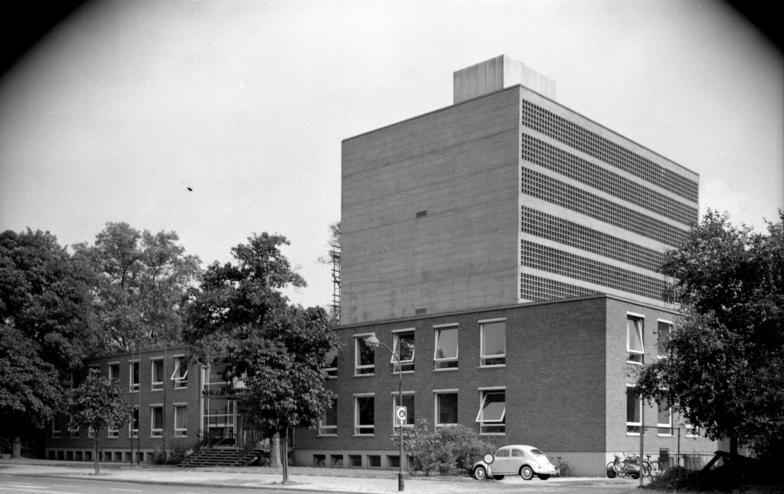
Deutsche Bibliothek, Frankfurt am Main, um 1959

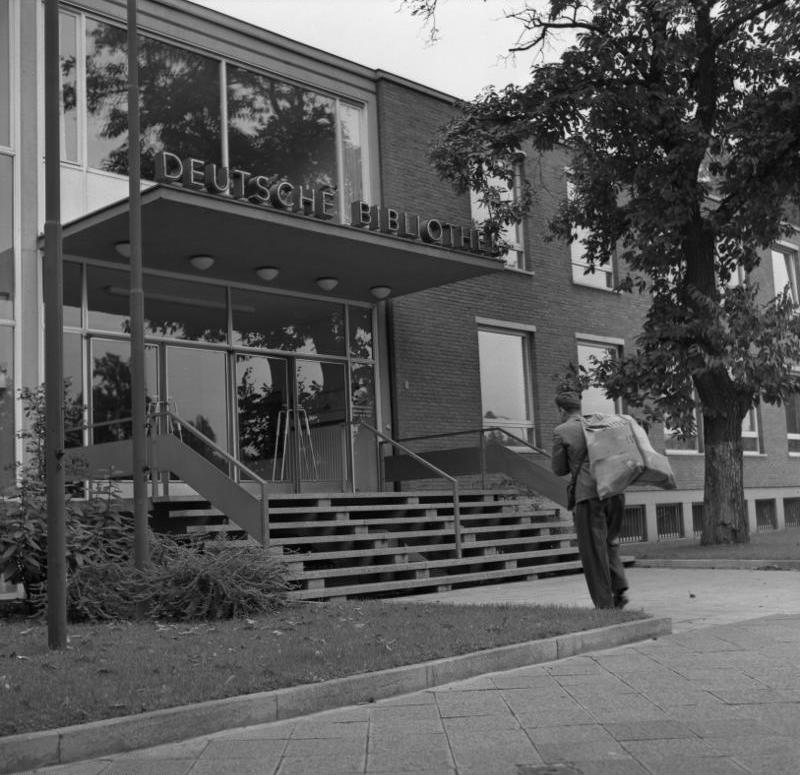
Eingang des Gebäudes der Deutschen Bibliothek

Den 1959 eingeweihten Neubau in der Zeppelinallee hatten die Architekten Alois Giefer und Hermann Mäckler im Stil der Nachkriegsmoderne entworfen. Die Bibliotheksgebäude kosteten 2,5 Millionen DM und wurden vom Bund finanziert.:S. 494 Sie bestanden aus einem zweistöckigen Verwaltungstrakt mit einer mittig angeordneten gläsernen Eingangsfront, der später um ein Geschoss aufgestockt wurde, und einem Magazinturm mit Lesesälen in den beiden unteren Geschossen, der 1968 auf 55 Meter Höhe aufgestockt wurde. Im Jahr 1971 wurde die Bibliothek um ein 10-geschossiges Gebäude erweitert.
Der Gebäudekomplex wurde nach dem Auszug im Jahr 1997 durch die Universität Frankfurt am Main genutzt. Im Jahr 2004 verkaufte ihn das Land Hessen an die Kreditanstalt für Wiederaufbau, die das Ensemble, bestehend aus zwei Magazintürmen, einem Verwaltungstrakt und einer Tiefgarage, für den Bau der Westarkade abbrechen ließ.

### Neubau 1997

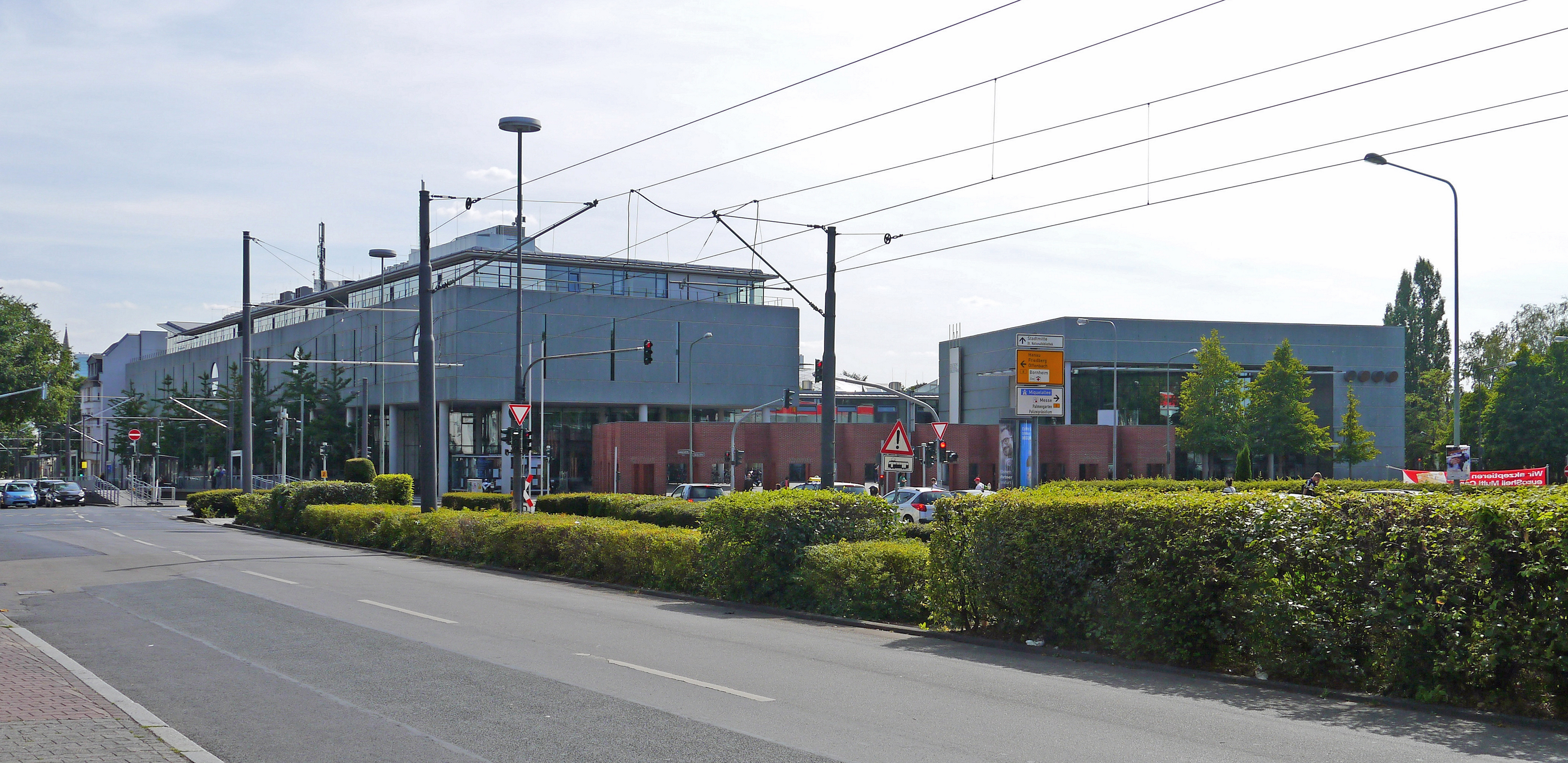
Die Deutsche Bibliothek an der Adickesallee in Frankfurt am Main, seit 1997

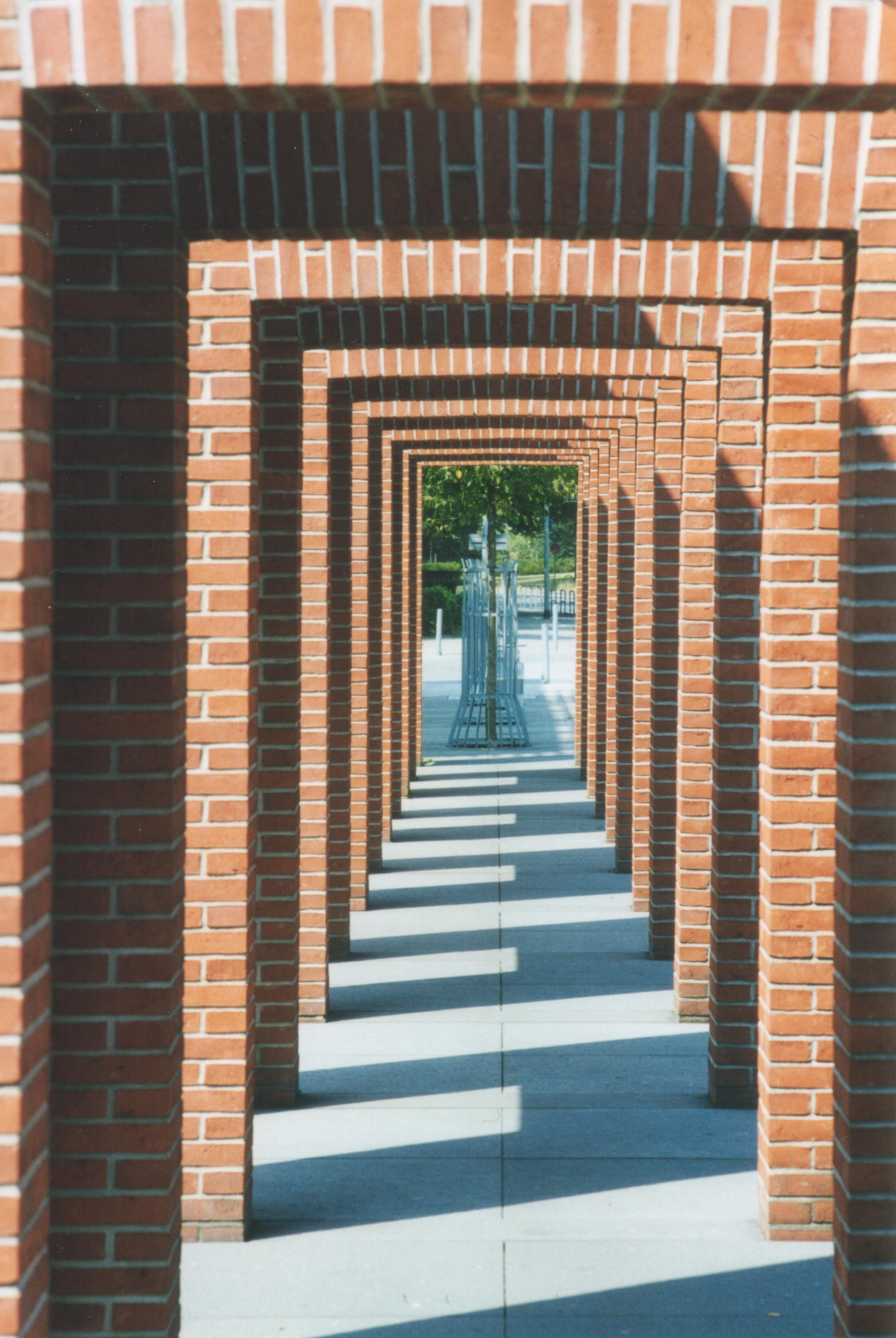
Skulpturenreihe aus rotem Backstein von Per Kirkeby

Einen 1981 ausgeschriebenen Architekturwettbewerb gewannen die Stuttgarter Architekten Mete Arat, Hans-Dieter Kaiser und Gisela Kaiser 1984. Sie erhielten 1985 auch den Planungsauftrag; die Planungen wurden aufgrund der Wende zeitweise gestoppt. Im Jahr 1992 fand der erste Spatenstich statt, 1994 folgte das Richtfest; Ende 1996 war das Gebäude fertiggestellt. Der am 14. Mai 1997 vom Bundeskanzler Helmut Kohl der Öffentlichkeit übergebene Bibliotheksneubau – eine Gedenktafel im Foyer erinnert daran – kostete 250 Millionen DM. Das Bauwerk in der Adickesallee 1 hat eine Hauptnutzfläche von 47.000 Quadratmetern. In seinen drei unterirdischen Geschossen befindet sich eine klimatisierte Magazinfläche von etwa 31.000 Quadratmetern für 18 Millionen Medien; der Magazinraum soll bis in die 2040er-Jahre ausreichend sein. Die Magazinflächen können bei Bedarf um 10.000 Quadratmeter Fläche der Tiefgarage vergrößert werden. Die unterirdischen Etagen liegen bis zu zwölf Meter tief im Grundwasser und sind als Weiße Wanne mit einer zusätzlichen Außenabdichtung ausgebildet, deren Bodenplatte mit einer Schicht von 70.000 Tonnen Eisenerz gegen Auftrieb gesichert und in die eine zweite, innenbelüftete Betonwanne eingebaut ist. Im Jahr 2001 erfolgte eine Nachrüstung der Lesesäle mit einer Belüftungsanlage. Für die Möglichkeit eines späteren Erweiterungsbaus wurde gegenüber der Bibliothek an der Adickesallee ein Grundstück gesichert. Insgesamt gibt es 333 Lesesaalplätze auf drei Ebenen (Stand:2021).

#### Kunst am Bau
Vor der Bibliothek steht eine Backsteinkolonnade (1996) von Per Kirkeby. In der Mitte der Eingangshalle befindet sich die Skulptur „Armalamor“ (1994) von Georg Baselitz, im Treppenhaus zur Tiefgarage die Installation „Flügel“ von Ilya Kabakov. Auf verschiedenen Ebenen (teils öffentlich nicht zugänglich), sind 24 Großformataufnahmen der Fotokünstlerin Candida Höfer von Bibliotheken aus aller Welt – und auch der DNB selbst – ausgestellt. Neben anderen Kunstwerken sind die Installationen von Tobias Rehberger und Jochen Gerz (auf dem Dach) erwähnenswert; die Gemäldegalerie der ersten Bibliotheksleiter im Tagungsraum des ersten Obergeschosses ist mit Fotografien von Helmut Newton und Isolde Ohlbaum fortgeführt.

## Leiter der Deutschen Bibliothek
- Hanns Wilhelm Eppelsheimer, Direktor 1947–1959
- Kurt Köster, Direktor 1959–1969, Generaldirektor 1969–1975
- Günther Pflug, Generaldirektor 1976–1988
- Klaus-Dieter Lehmann, Generaldirektor 1988–1990 (Generaldirektor „Die Deutsche Bibliothek“ 1990–1998)

Seit der Vereinigung der Deutschen Bibliothek mit der Deutschen Bücherei in Leipzig und Einrichtung einer gemeinsamen Generaldirektion in Frankfurt im Jahr 1990 wird die Deutsche Bibliothek von einem „Direktor als dem ständigen Vertreter des Generaldirektors“ geleitet:
- Kurt Nowak (1990–1999)
- Ute Schwens (seit 1999)